# Michel Charles Durieu de Maisonneuve
Michel Charles Durieu de Maisonneuve (o Michel Charles Du Rieu de Maisonneuve) ( 1796 - 1878 fue un militar, naturalista, botánico y explorador francés.
Era un capitán de infantería del Ejército de Francia, cuando es comisionado para acompañar una expedición científica a España, tomándole gusto a la Botánica.

## Algunas publicaciones
- Bory de Saint-Vincent, J.B.G.M.; Durieu de Maisonneuve, M.C. 1849. Exploration Scientifique de l’Algérie. 1 (14). 521-560. Paris; Imprimerie royale
- Bory de St Vincent, J.B.G.M.; Durieu de Maisonneuve, M.C. 1850. Atlas de la Flore d‘Algérie ou Illustrations d‘un Grand Nombre de Plantes Nouvelles ou Rares de ce Pays. Botanique. 39 pp., 90 planchas. París; Impr. Nationale
- Durieu de Maisonneuve, M.C. 1846. Exploration Scientifique de l’Algérie 1 (6): 201-240. París; Impr. Royale
- Durieu de Maisonneuve, M.C. 1848, publ. 1849. Exploration Scientifique de l’Algérie. Cryptogamie 1 (13): 481-520. Paris; Impr. Impériàle
- Notes sur quelques plantes nouvélles, critiques ou rares du midi de l'Espagne. II", p. [93]-139 (VI.1851) --contiene: "Notes sur quelques plantes d'Algérie critiques, rares ou nouvélles [sic]", p. [133-139], redactadas con Michel-Charles Durieu de Maisonneuve. "Fascicule IV": "Notes sur quelques plantes nouvelles, critiques ou rares du midi de l'Espagne. III", p. [141]-184 (VII.1852)

## Honores

### Epónimos
Especies
- (Asteraceae) Centaurea durieui Lojac.[1]
- (Asteraceae) Lupsia durieui Kuntze[2]
- (Caryophyllaceae) Silene durieui Hort. ex Fenzl[3]
- (Cyperaceae) Carex durieui Steud.[4]
- (Isoetaceae) Isoetes durieui Bory[5]
- (Liliaceae) Gagea durieui Parl.[6]
- (Liliaceae) Gagea durieui Pasche[7]
- (Malvaceae) Malva durieui Spach[8]
- (Plumbaginaceae) Limonium durieui Kuntze[9]
- (Poaceae) Agrostis durieui Willk.[10]
- (Poaceae) Holcus durieui Steud.[11]

- La abreviatura «Durieu» se emplea para indicar a Michel Charles Durieu de Maisonneuve como autoridad en la descripción y clasificación científica de los vegetales.[12]